# Ацеронии
Ацерониите (gens Acerronia) са плебейска фамилия на Древен Рим. Произлизат от Лукания (Базиликата).
Известни от фамилията:
- Гней Ацероний, споменат от Цицерон в орацион, „Pro Tullio“ (71 пр.н.е.)
- Гней Ацероний Прокул, консул 37 г.
- Ацерония Пола, дъщеря на консула от 37 г.; приятелка на Агрипина Младша, майката на Нерон